# Марьяновка (курганная группа)
Марьяновка (курганная группа) (укр. Мар'янівка [курганна група]) — группа археологических памятников из восьми курганов в Васильковском районе Киевской области. Расположена западнее и юго-западнее села Марьяновки.

## Описание
Курганы являются частью известной в литературе XIX века группы из 57 курганов, расположенных на летописном Перепетовом поле. В 1845 и 1847 годах были раскопаны три кургана: Еленовка (укр. Оленівка) — эпохи бронзы, Три брата (укр. Три брати) и Перепятиха (укр. Переп'ятиха) — скифского времени. Раскопками руководил Н. Д. Иванишев. В них, возможно, принимал участие в качестве художника Т. Г. Шевченко. В 1985 году курганы были обследованы экспедицией Института археологии АН УССР. Расстояние между курганами составляет от 30 до 700 м, средняя высота — 0,5—3 м, диаметр 30—60 м.
Курган «Перепятиха» находится к западу от села Марьяновка, в бассейне реки Рутка (левый приток Роси). Раскопан в 1845 году. Высота насыпи кургана составляла 10 м, размеры — 20 × 10 м (по состоянию на 1845 год). Особенностью кургана является наличие кольцевидного вала длиной 370 м и диаметром 117 м. На площади, окружённой валом, кроме центрального кургана, находились ещё 48 небольших удлинённой формы насыпей высотой до 2 м. Курган «Три брата» раскопан в 1847 году. Были найдены два керамических сосуда, бронзовый браслет, стеклянные и глиняные бусы. Курган «Еленовка» раскопан в 1847 году. Были найдены маленький керамический сосуд, ручка от другого сосуда, каменный отбойник и половинка каменного полированного молота.